# Chošila
Chošila (Qošila, Kuśala; mongolsky Хүслэн, čínsky v českém přepisu I-lin-č'-pan, pchin-jinem Héshìlà, znaky 和世㻋, 22. prosince 1300 – 30. srpna 1329) byl od února 1329 císařem říše Jüan a velikým chánem mongolské říše.
Byl nejstarším synem císaře Chajsana (vládl 1307–1311). Za vlády jeho bratra Ajurbarwady emigroval do střední Asie. Po dvanácti letech, koncem roku 1328, vzpoura stoupenců Chajsanových synů vynesla na místo císaře mladšího Chajsanova syna Tug Temüra. Chošila se vrátil ze střední Asie do Mongolska a po abdikaci Tug Temüra se stal císařem. Půl roku po nastoupení na trůn zemřel na cestě do Chánbalyku (Pekingu). Pravděpodobně byl s vědomím Tug Temüra otráven.

## Život
Chošila byl nejstarší syn Chajsana, císaře říše Jüan a jeho manželky z kmene Ikeresů. Vzhledem k složitým vztahům mezi Chajsanem, jeho mladším bratrem Ajurbarwadou a jejich matkou Targi, nejmenoval Chajsan následníkem trůnu svého syna, ale Ajurbarwadu. Chošila měl být Ajurbarwadovým nástupcem.
Nicméně po Chajsanově smrti na Ajurbarwadově dvoře získala převahu chongiratská frakce v čele s Targi, která roku 1316 prosadila za následníka Ajurbarwadova syna Šidebalu. Chošila byl obdařen titulem knížete z Čou a odeslán do vzdáleného Jün-nanu. Namísto odjezdu do Jün-nanu však stanul v čele vzpoury v Šen-si. Vzpoura neuspěla a Chošila uprchl do střední Asie, kde ho přivítal chán čagatajského chanátu Esen Buka. V exilu se sblížil s čagatajskými knížaty. Také se oženil s Mailaiti, dcerou karluckého náčelníka Temüdera. Měl s ní syna Togon Temüra. Matkou jeho druhého syna, Rinčinbala, byla Najmanka Babuša. Ve střední Asii zůstal i po zavraždění císaře Šidebaly a nástupu Jesün Temüra roku 1323.
Roku 1328 po úmrtí Jesün Temüra vypukla v říši Jüan občanská válka. Stoupenci zemřelého panovníka v čele s císařovou vdovou Babuchan a Dawlat Šáhem, stojícím v čele administrativy, vybrali v Šang-tu novým vládcem syna zemřelého – osmiletého Ragibaga. V druhém hlavním městě, Chánbalyku (Pekingu), sjednotil El Temür jejich odpůrce a na trůn povolal Chošilova mladšího brata Tug Temüra. Tug Temürova strana dokázala ovládnout většinu říše a v listopadu její vojska dobyla Šang-tu, přičemž zajala nebo zabila vůdce Ragibagovy strany, včetně císaře. Tug Temür poté vyzval svého bratra k návratu.
Chošila s doprovodem čagatajských princů Eldžigideje and Duwy Temüra vytáhl do Mongolska, kde se k němu přidali místní velitelé a knížata z Čingisova rodu. Tug Temür ustoupil staršímu bratru a rezignoval, Chošila se tak mohl 27. února 1329 severně od Karakorumu nechat prohlásit velikým chánem mongolské říše a císařem říše Jüan.
El Temür přivezl císaři imperiální pečeť a ohlásil mu, že hlavní město očekává jeho příchod. Chošila poté jmenoval následníkem trůnu Tug Temüra, ale soulad mezi nimi narušil, když začal své stoupence umisťovat do hlavních úřadů – ústředního sekretariátu, výboru pro vojenské záležitosti a kontrolního úřadu.
V srpnu se vydal do Chánbalyku. Tug Temür a El Temür mu vyjeli vstříc, všichni se setkali 26. srpna 1329. Čtyři dny po setkání Chošila zemřel. Pravděpodobně byl otráven El Temürem se souhlasem Tug Temüra. Motivem byla obava z přesunu moci ve prospěch Chošilových stoupenců ze střední Asie a Mongolska. Na trůn se 8. září 1329 vrátil Tug Temür.